# Garra laichowensis
Garra laichowensis är en fiskart som beskrevs av Nguyen och Doan, 1969. Garra laichowensis ingår i släktet Garra och familjen karpfiskar. IUCN kategoriserar arten globalt som otillräckligt studerad. Inga underarter finns listade i Catalogue of Life.